# Llista d'episodis de Mar de fons
La sèrie de televisió catalana Mar de fons consta d'una temporada amb un total de 40 episodis. Es va estrenar a Catalunya per TV3 el 18 de setembre de 2006 i l'últim espisodi es va emetre el 30 de gener de 2007.

## Temporades
| Temporada | Temporada | Episodis | Estrena a Catalunya    | Final               | Final |
| --------- | --------- | -------- | ---------------------- | ------------------- | ----- |
|           | 1         | 40       | 18 de setembre de 2006 | 30 de gener de 2007 |       |

## Llista d'episodis

### Primera temporada
| Núm. | #  | Títol                                     | Director                    | Guionista                  | Data d'emissió         |
| --- | -- | ----------------------------------------- | --------------------------- | -------------------------- | ---------------------- |
| 1 | 1  | «Noms bíblics»                            | Jesús Segura                | Josep Maria Benet i Jornet | 18 de setembre de 2006 |
| Nofre és l'amo d'un gran edifici on té la seva important editorial, Babel. Judit, una jove publicista, arriba a l'edifici amb la intenció de muntar-hi el seu estudi. |    |                                           |                             |                            |                        |
| 2 | 2  | «L'home de l'ascensor»                    | Jesús Segura                | Josep Maria Benet i Jornet | 19 de setembre de 2006 |
| La Montserrat pretén que el Nofre es repensi de tirar endavant la licitació per la televisió. El Carles esbronca la Vanessa per no fer bé la seva feina. |    |                                           |                             |                            |                        |
| 3 | 3  | «Vells amics»                             | Jordi Frades                | Josep Maria Benet i Jornet | 25 de setembre de 2006 |
| El Nofre segueix convençut que el projecte que vol emprendre la Jana no té ni cap ni peus. A l'agència de la Judit, les coses no acaben d'anar bé. |    |                                           |                             |                            |                        |
| 4 | 4  | «La meva família»                         | Jordi Frades                | Josep Maria Benet i Jornet | 26 de setembre de 2006 |
| La Judit creu que tots els Revert són iguals, malgrat els esforços del Pol perquè pensi el contrari. La Jana no perd la il·lusió en el seu projecte de muntar una discogràfica. |    |                                           |                             |                            |                        |
| 5 | 5  | «Vudú»                                    | Ignasi Tarruella            | Josep Maria Benet i Jornet | 2 d'octubre de 2006    |
| La Judit es nega a acceptar que el Pol es punxi. Els dos amics es fan costat i comparteixen els seus problemes. El Tomàs cada cop és més conscient que el Nofre el considera un incompetent.                                                                                       |    |                                           |                             |                            |                        |
| 6 | 6  | «Si caus tu, caurem tots»                 | Ignasi Tarruella            | Josep Maria Benet i Jornet | 3 d'octubre de 2006    |
| La Judit, que no sempre es pot mantenir ferma en els seus projectes, trontolla davant del Pol i li explica els seus dubtes. |    |                                           |                             |                            |                        |
| 7 | 7  | «Jocs d'atzar»                            | Kiko Ruiz                   | Josep Maria Benet i Jornet | 9 d'octubre de 2006    |
| Els problemes que envolten els Revert obliguen el Carles a deixar de banda els assumptes personals per poder implicar-se en els assumptes de la família. La Judit segueix força trasbalsada pels últims contactes amb els membres del clan Revert.                                 |    |                                           |                             |                            |                        |
| 8 | 8  | «Cap escàndol, cap culpable, cap titular» | Kiko Ruiz                   | Josep Maria Benet i Jornet | 10 d'octubre de 2006   |
| L'Eva vol donar un cop de mà a la família Revert en allò que els faci falta i per això s'implica en la situació actual. El Pol es nega a acceptar els judicis de la Judit sobre els fills del Nofre.                                                                               |    |                                           |                             |                            |                        |
| 9 | 9  | «L'hora de la veritat»                    | Eduard Bosch                | Josep Maria Benet i Jornet | 16 d'octubre de 2006   |
| La Judit està decidida a començar una nova vida. El Pol, que veu amb bons ulls la decisió de la seva sòcia, l'ajudarà perquè se'n surti. La Montserrat pretén que el Carles s'impliqui en els assumptes de l'editorial.                                                            |    |                                           |                             |                            |                        |
| 10 | 10 | «So de campanes»                          | Eduard Bosch                | Josep Maria Benet i Jornet | 17 d'octubre de 2006   |
| La Judit, destrossada, té la sensació que haurà de tirar endavant tota sola si de veritat vol sortir del pou en què es troba. El Tomàs està fart que els Revert supervisin cada pas que fa i es proposa anar una mica pel seu compte.                                              |    |                                           |                             |                            |                        |
| 11 | 11 | «La vida passa mentre fas altres plans»   | Jordi Frades                | Josep Maria Benet i Jornet | 23 d'octubre de 2006   |
| El Carles vol ajudar la Judit, però no encerta la manera de fer-ho, cada vegada que s'hi acosta ella es mostra distant. El Tomàs vol negociar amb la Montserrat el contracte de l'Ernest.                                                                                          |    |                                           |                             |                            |                        |
| 12 | 12 | «No vull ser pilot»                       | Jordi Frades                | Josep Maria Benet i Jornet | 24 d'octubre de 2006   |
| La Judit dubta de les seves opinions sobre els Revert, però l'Aurora li recorda quin és el seu lloc. Tot i així, el Carles continua disposat a acostar-se a la Judit, tot i les reticències de la noia.                                                                            |    |                                           |                             |                            |                        |
| 13 | 13 | «El meu pare... i tu»                     | Ignasi Tarruella            | Josep Maria Benet i Jornet | 30 d'octubre de 2006   |
| El Tomàs creu que la Judit no és aigua clara i es proposa descobrir què amaga. El Carles i la Jana recorden els bons moments viscuts amb el Nofre. La Montserrat s'ha d'encarregar dels preparatius per a una trobada familiar i demana ajuda a la Jana.                           |    |                                           |                             |                            |                        |
| 14 | 14 | «Homenatge»                               | Ignasi Tarruella            | Josep Maria Benet i Jornet | 31 d'octubre de 2006   |
| S'ha de celebrar l'homenatge al Nofre, però la Montserrat no s'acaba de trobar bé. L'Eva continua les seves investigacions sobre la Judit, al marge del Canals. |    |                                           |                             |                            |                        |
| 15 | 15 | «19:55»                                   | Kiko Ruiz                   | Josep Maria Benet i Jornet | 6 de novembre de 2006  |
| El Carles s'interessa per l'estat de la Jana, però ella el defuig. El fet d'haver conegut la Judit fa que el Carles s'interessi pel passat de la seva família. La relació entre la Montserrat i l'Ernest sembla refredar-se per moments.                                           |    |                                           |                             |                            |                        |
| 16 | 16 | «Romeu i Julieta»                         | Kiko Ruiz                   | Josep Maria Benet i Jornet | 7 de novembre de 2006  |
| La Montserrat no fa bona cara i la Jana es preocupa pel seu estat de salut. La Susanna, en canvi, s'adona que el que li passa a la seva mare és que està abatuda. |    |                                           |                             |                            |                        |
| 17 | 17 | «Qui? Com? Quan? On?»                     | Jesús Segura                | Josep Maria Benet i Jornet | 13 de novembre de 2006 |
| El Carles vol saber per què la Judit es va acostar a la seva família. L'Eva no està satisfeta amb la investigació sobre la Judit. Ha descobert part del seu passat, però creu que amb això no n'hi ha prou.                                                                        |    |                                           |                             |                            |                        |
| 18 | 18 | «La tria és fàcil»                        | Jesús Segura                | Josep Maria Benet i Jornet | 14 de novembre de 2006 |
| El Carles i la Montserrat mantenen opinions completament oposades sobre la Judit, i això fa que la seva relació se'n ressenti. El mateix passa amb la resta de membres de la família.                                                                                              |    |                                           |                             |                            |                        |
| 19 | 19 | «Documents»                               | Jordi Frades & Eva Norverto | Josep Maria Benet i Jornet | 20 de novembre de 2006 |
| La Judit i les impressions oposades que desperta provoquen que el Carles es distanciï de la seva família. La Montserrat vol que l'Eva li expliqui tot el que ha descobert sobre la Judit.                                                                                          |    |                                           |                             |                            |                        |
| 20 | 20 | «El dubte»                                | Sense determinar            | Josep Maria Benet i Jornet | 21 de novembre de 2006 |
| El Carles vol demostrar a la seva família que la Judit diu la veritat, encara que això impliqui embrutar el bon nom dels Revert i de Babel. Per la seva banda, la Montserrat no està disposada que es malmeti la memòria de l'avi Carles.                                          |    |                                           |                             |                            |                        |
| 21 | 21 | «Corleone»                                | Ignasi Tarruella            | Josep Maria Benet i Jornet | 27 de novembre de 2006 |
| La Susanna vol i dol; no està d'acord amb algunes actituds del Carles, però no pot obviar que és el seu germà i se l'estima. L'Eva s'acosta a la Judit per tal d'aprofundir en les seves investigacions.                                                                           |    |                                           |                             |                            |                        |
| 22 | 22 | «Sexe, mentides i jocs de cartes»         | Ignasi Tarruella            | Josep Maria Benet i Jornet | 28 de novembre de 2006 |
| El Tomàs maquina alguna cosa per tal d'enxampar la Judit en fals. L'Amèlia i el Ramon no solucionen els seus problemes i cada cop fa més temps que es van separar. |    |                                           |                             |                            |                        |
| 23 | 23 | «Trencaments»                             | Kiko Ruiz                   | Josep Maria Benet i Jornet | 4 de desembre de 2006  |
| Les sospites sobre la Judit esdevenen encara més fermes entre els Revert, a excepció del Carles, que segueix defensant la seva dona. L'Ernest torna de la seva gira i s'ha de retrobar amb la Montserrat.                                                                          |    |                                           |                             |                            |                        |
| 24 | 24 | «La por»                                  | Kiko Ruiz                   | Josep Maria Benet i Jornet | 5 de desembre de 2006  |
| A causa de la pressió de tota la família, el Carles no pot evitar replantejar-se les seves conviccions sobre la Judit. |    |                                           |                             |                            |                        |
| 25 | 25 | «Ravioli de pera»                         | Eduard Bosch                | Josep Maria Benet i Jornet | 11 de desembre de 2006 |
| L'Eva, que en tot moment ha estat convençuda de la culpabilitat de la Judit, es comença a plantejar què passaria si no fos així. L'Ernest lliura el primer exemplar d'"Eòlia" a la Montserrat, tot i que continua censurant la seva actitud amb el Carles i la Judit.              |    |                                           |                             |                            |                        |
| 26 | 26 | «Què et plau, amat?»                      | Eduard Bosch                | Josep Maria Benet i Jornet | 12 de desembre de 2006 |
| La Susanna dubta de si la integritat de la família pot ser excusa de qualsevol actuació. Ara que ho veu amb una mica més de distància, es planteja si la família Revert no ha estat realment injusta amb la Judit.                                                                 |    |                                           |                             |                            |                        |
| 27 | 27 | «A sang freda»                            | Eva Norverto                | Josep Maria Benet i Jornet | 18 de desembre de 2006 |
| En Carles s'ho està passant molt malament i ni la Jana ni la Susanna fan el pas per ajudar-lo. L'Amèlia sembla l'única persona capaç d'entendre com pateix el noi. En Canals insta l'Eva i en Delacruz a demostrar definitivament la culpabilitat de la Judit.                     |    |                                           |                             |                            |                        |
| 28 | 28 | «La nostàlgia ja no és el que era»        | Eva Norverto                | Josep Maria Benet i Jornet | 19 de desembre de 2006 |
| En Carles ho està passant molt malament i ni la Jana ni la Susanna fan el pas per ajudar-lo. L'Amèlia sembla l'única persona capaç d'entendre com pateix el noi. El Canals insta l'Eva i el Delacruz a demostrar definitivament la culpabilitat de la Judit.                       |    |                                           |                             |                            |                        |
| 29 | 29 | «Cançó de Nadal»                          | Ignasi Tarruella            | Josep Maria Benet i Jornet | 26 de desembre de 2006 |
| L'estat de salut de la Montserrat preocupa seriosament la família, ja que veu com la principal afectada no fa cas dels consells mèdics. |    |                                           |                             |                            |                        |
| 30 | 30 | «Anades i tornades»                       | Ignasi Tarruella            | Josep Maria Benet i Jornet | 26 de desembre de 2006 |
| El Carles vol convèncer a la Judit perquè lluiti per demostrar la seva inocència. Mentrestant l'Ernest s'adona del que realment sent per la Montserrat. |    |                                           |                             |                            |                        |
| 31 | 31 | «Pares i fills»                           | Kiko Ruiz                   | Josep Maria Benet i Jornet | 2 de gener de 2007     |
| La Judit no pot fer com si no hagués passat res ara que sap que el Carles ha dubtat de la seva innocència. En Carles se sent en deute amb la Judit, però no l'hi sap demostrar. En Tomàs segueix inquiet perquè cada vegada se sent més allunyat de les seves filles.              |    |                                           |                             |                            |                        |
| 32 | 32 | «Viatge a Ítaca»                          | Kiko Ruiz                   | Josep Maria Benet i Jornet | 2 de gener de 2007     |
| La Judit recupera unes cartes del seu avi. Després de llegir-les, comença a veure el seu pla de venjança des d'una altra perspectiva. |    |                                           |                             |                            |                        |
| 33 | 33 | «Viure junts»                             | Eduard Bosch & Jesús Segura | Josep Maria Benet i Jornet | 8 de gener de 2007     |
| El Carles vol que a partir d'ara la relació de la Judit amb els Revert millori, però no sembla que tots els membres de la família estiguin disposats a fer l'esforç. La mala maror és la tònica dominant entre la Laura i el seu pare.                                             |    |                                           |                             |                            |                        |
| 34 | 34 | «Maleïts mòbils»                          | Eduard Bosch & Eva Norverto | Josep Maria Benet i Jornet | 9 de gener de 2007     |
| La Judit es vol comprometre a fons en la relació amb el Carles, malgrat que això impliqui fer més estretes les relacions amb els Revert. Els problemes del Tomàs i la Laura són cada cop més difícils de superar i l'abisme que s'obre entre pare i filla també afecta la Susanna. |    |                                           |                             |                            |                        |
| 35 | 35 | «Tot s'arreglarà, tot anirà bé»           | Eva Norverto                | Josep Maria Benet i Jornet | 15 de gener de 2007    |
| Els esforços del Carles, que ha seguit investigant pel seu compte el passat de l'avi Romeu, sembla que per fi donaran fruit. La Jana s'adona que l'Eva està molt dolguda perquè s'ha fet conscient que mai més tornarà a estar amb el Carles.                                      |    |                                           |                             |                            |                        |
| 36 | 36 | «Capsa de sorpreses»                      | Eva Norverto                | Josep Maria Benet i Jornet | 16 de gener de 2007    |
| El Carles es compromet a posar el Tomàs al seu lloc i posar límits d'una vegada a la Judit. Per la seva banda, la Judit continua estirant el fil de la investigació a la recerca de nous resultats.                                                                                |    |                                           |                             |                            |                        |
| 37 | 37 | «L'enigma»                                | Kiko Ruiz                   | Josep Maria Benet i Jornet | 22 de gener de 2007    |
| Els Revert s'adonen que cal estar units en els moments difícils per poder tirar endavant. La Judit s'aboca a la família del Carles, malgrat tot el mal que li han fet. |    |                                           |                             |                            |                        |
| 38 | 38 | «La més forta de la família»              | Kiko Ruiz                   | Josep Maria Benet i Jornet | 23 de gener de 2007    |
| El Tomàs cada cop està més sol. Cadascun dels membres de la família ha tingut algun enfrontament amb ell. Malgrat tot, la Susanna lluita perquè les seves filles no s'oblidin del seu pare.                                                                                        |    |                                           |                             |                            |                        |
| 39 | 39 | «Tocat i enfonsat»                        | Jesús Segura                | Josep Maria Benet i Jornet | 29 de gener de 2007    |
| La Montserrat sembla entendre's cada vegada millor amb la Judit. Després d'haver-la odiat profundament, ara s'adona que és una peça imprescindible en els projectes empresarials de Babel.                                                                                         |    |                                           |                             |                            |                        |
| 40 | 40 | «Paranoies»                               | Jesús Segura                | Josep Maria Benet i Jornet | 30 de gener de 2007    |
| El Carles s'ha de bolcar en els assumptes de la família i assumir papers que no hauria volgut temps enrere. El Tomàs ja no sap què fer per no quedar-se completament sol, ni tan sols la Susanna li fa ja costat.                                                                  |    |                                           |                             |                            |                        |